# Sena III
Sena III fou rei d'Anuradhapura (Sri Lanka) del 955 al 964, germà i successor de Udaya II.
Fou un rei que es va dedicar al suport espiritual i material del seus súbdits; va gastar molts diners en caritats als monjos. Va restaurar l'Abhayagiri i un grapat de vihares deteriorats per tot el paí; va gastar també en altres obres religioses (imatges, pintures) i en tancs d'aigua i palaus.
A la seva mort el va succeir el seu sub-rei Udaya III, la relació del qual amb el difunt no s'esmenta a les cròniques (excepte que es diu que era un gran amic del rei).